# Rimae Gassendi
Rimae Gassendi – grupa rowów  na powierzchni Księżyca o średnicy około 70 km. Znajduje się wewnątrz krateru Gassendi na współrzędnych selenograficznych ☾ 18,0°S 40,0°W/-18,000000 -40,000000. Nazwa tego systemu kanałów została nadana w 1964 roku przez Międzynarodową Unię Astronomiczną i pochodzi od krateru w którym się znajduje.